# ポケットプリンタ
ポケットプリンタ（Pocket Printer）は、任天堂が1998年2月21日にポケットカメラと同時発売したゲームボーイ用のプリンター。海外名は"Game Boy Printer"。

## 概要
本機をゲームボーイと接続することにより、従来のゲーム機には無かった紙媒体への出力が可能となる。印刷は通常の1枚サイズの他にも複数枚繋げた縦長サイズにもプリント可能。プリント用紙は専用のものでロール状の感熱紙タイプ。黄色・黒印刷、青色・黒印刷、白色・セピア印刷の3色が用意されており、ポケットプリンタ本体には黄色・黒印刷の用紙が同梱され、単品では1本500円ほどで販売されていた。
裏面はシールになっており、印刷した画像は当時人気だったプリント倶楽部等のシール印刷機器のように貼り付けて遊べた。ただ、印刷はモノクロのみで解像度はゲームボーイ本体のディスプレイと同じ横160ドットであったこと、感熱紙への印刷という品質の低さ、駆動の電源は単三乾電池6本のみでコストパフォーマンスが悪い、などと理由によって、さほど注目されることなく商品寿命としては短命に終わった。
限定カラーリングとしてピカチュウバージョンが存在する。

## 仕様
- 型名 : MGB-007
- 電源 : 単3型乾電池×6
- 印刷方式 : 感熱式
- 印字幅 : 約26.6mm
- 横解像度 : 160ドット（ゲームボーイと同様）
- 接続端子 : ゲームボーイポケット専用通信ケーブル用端子（ゲームボーイポケットと同等）

## 対応ソフト
■はゲームボーイ・ゲームボーイポケット用ソフト、○はゲームボーイ&カラー共通ソフト、◎はゲームボーイカラー専用ソフト。
- ポケットカメラ（任天堂）■
  - 撮影した画像やソフト側に用意された画像を印刷することができる。
- 忍たま乱太郎GB えあわせチャレンジパズル（カルチャーブレーン）■
- ポケットモンスター ピカチュウ（任天堂）■
  - ポケモン図鑑をはじめ各種データが印刷可能であり、ポケットプリンタで印刷することでしか見られない隠し画像も存在する[2]。
- もんすたあ★レース おかわり（光栄）■
- サンリオタイムネット 過去編（イマジニア）■○
- サンリオタイムネット 未来編（イマジニア）■○
- スーパーブラックバスポケット3（スターフィッシュ）■○
- カラムー町は大さわぎ! 〜ポリンキーズとおかしな仲間たち〜（スターフィッシュ）■○
- フェアリーキティの開運辞典 妖精の国の占い修行（イマジニア）■○
- ゼルダの伝説 夢をみる島DX（任天堂）■○★
  - ゲーム中に存在する「記念写真」を印刷することが可能。
- プリクラポケット3 〜タレントデビュー大作戦〜（アトラス）■
- ポケモンカードGB（任天堂）■○
  - ゲーム中に存在するカードやデッキリストを印刷することが可能。
- Pachinko Data Card ちょ〜あたる君（BOSSコミュニケーションズ）■
- 化石創世リボーン2 〜モンスターティガー〜（スターフィッシュ）■○
- ハムスターパラダイス（アトラス）■○
- 決闘 トランスフォーマー ビーストウォーズ ビースト戦士最強決定戦（タカラ）■○
- ドラえもんカート2（エポック社）■○
- もんすたあ★レース2（コーエー）■○
- 大貝獣物語 ザ・ミラクル オブ ザ・ゾーンII（ハドソン）■○
- ポケモンピンボール（任天堂）■○
- 人生ゲーム 友達たくさんつくろうよ!（タカラ）■○
- ハローキティのマジカルミュージアム（イマジニア）■○
- ディノブリーダー3 〜ガイア復活〜（J・ウィング）■○
- カードキャプターさくら 〜いつもさくらちゃんと一緒〜（エム・ティー・オー）○
- 漢字BOY（J・ウィング）■○
- あにまるぶりーだー3（J・ウィング）■○
- ゴルフ王（デジタルキッズ）■○
- ハローキティのビーズ工房（イマジニア）■○
- 釣り先生2（J・ウィング）■○
- 牧場物語GB2（パック・イン・ソフト）○
- ポケットファミリーGB2（ハドソン）◎
- きせかえ物語（パック・イン・ソフト）■○
- シルバニアファミリー 〜おとぎの国のペンダント〜（エポック社）■○
- アクアライフ（タムソフト）■○
- ハムスター倶楽部（ジョルダン）■○
- ポケットモンスター 金（任天堂）■○
  - ポケモン図鑑をはじめ各種データが印刷可能であり、ポケットプリンタで印刷することでしか見られない隠し画像も存在する。
- ポケットモンスター 銀（任天堂）■○
  - ポケモン図鑑をはじめ各種データが印刷可能であり、ポケットプリンタで印刷することでしか見られない隠し画像も存在する。
- スウィートアンジェ（コーエー）■○
- 機動戦艦ナデシコ ルリルリ麻雀（キングレコード）◎
  - ゲーム中に存在するキャラクター（ルリ）のシール作成可能。
- 倉庫番伝説 光と闇の国（J・ウィング）■○
- なかよしペットシリーズ1 かわいいハムスター（エム・ティー・オー）○
- トレード&バトル カードヒーロー（任天堂）■○★
- ドラえもんメモリーズ のび太の想い出大冒険（エポック社）○
- ハムスターパラダイス2（ちゅー）（アトラス）◎
- Disney's Tarzan（ディズニーズ ターザン）（シスコンエンタテイメント）◎
- なかよしペットシリーズ2 かわいいウサギ（エム・ティー・オー）○
- ドラえもんのクイズボーイ（エポック社）◎
- おじゃる丸 〜満願神社は縁日でおじゃる!〜（エム・ティー・オー）○
- なかよしペットシリーズ3 かわいい仔犬（エム・ティー・オー）◎
- ぽけっとぷよぷよ〜ん（コンパイル）◎
  - ゲーム中に存在する「イラストギャラリー」のイラストを印刷可能。
- 新世紀エヴァンゲリオン 麻雀補完計画（キングレコード）◎
- カードキャプターさくら 〜友枝小学校大運動会〜（エム・ティー・オー）◎
- テイルズ オブ ファンタジア なりきりダンジョン（ナムコ）■○
- モンスタータクティクス（任天堂）◎
- だぁ!だぁ!だぁ! とつぜん★カードでバトルで占いで!?（ビデオシステム）◎
- でじこの麻雀パーティー（キングレコード）◎
- 電車でGO!2（サイバーフロント）◎
- ポケットモンスター クリスタルバージョン（任天堂）◎
  - ポケモン図鑑をはじめ各種データが印刷可能であり、ポケットプリンタで印刷することでしか見られない隠し画像も存在する。
- なかよしクッキングシリーズ1 おいしいケーキ屋さん（エム・ティー・オー）◎
- あにまるぶり〜だ〜4（J・ウィング）◎
- ドンキーコング2001（任天堂）◎
  - ゲーム中に存在する「シール」や「アルファベット」などのシールを作成可能。
- ちっちゃいエイリアン（クリーチャーズ）◎
- ポケモンカードGB2 GR団参上!（ポケモン）◎
  - ゲーム中に存在するカードやデッキリストを印刷することが可能。
- クロスハンター エックス・ハンター・バージョン（ゲームビレッジ）◎
- クロスハンター トレジャー・ハンター・バージョン（ゲームビレッジ）◎
- クロスハンター モンスター・ハンター・バージョン（ゲームビレッジ）◎
- なかよしクッキングシリーズ2 おいしいパン屋さん（エム・ティー・オー）◎
- なかよしクッキングシリーズ3 たのしいお弁当（エム・ティー・オー）◎
- マクドナルド物語（TDKコア）◎
- なかよしクッキングシリーズ4 たのしいデザート（エム・ティー・オー）◎
- シルバニアファミリー３　星ふる夜のすなどけい （エポック社）◎
- なかよしクッキングシリーズ5 こむぎちゃんのケーキをつくろう!（エム・ティー・オー）◎
- スーパーマリオブラザーズデラックス（任天堂、NP書き換え専用ソフト）